# Tamekten
Tamekten là một đô thị thuộc tỉnh Adrar, Algérie. Dân số thời điểm năm 2002 là 14.134 người.